# Karl Schrempp
Karl Schrempp (* 26. Februar 1846 in Oberkirch; † 4. März 1919 in Baden-Baden) war Brauereidirektor und Gründer der Brauerei Schrempp.
Seine Brauerei war eine der führenden in Karlsruhe. Aufgrund seiner Verdienste wurde er zum Kommerzienrat ernannt und erfuhr weitere Ehrungen. Von 1881 bis 1897 war Karl Schrempp Stadtverordneter und Mitglied des Bürgerausschusses in Karlsruhe. Er war Mitglied der Karlsruher Freimaurerloge Leopold zur Treue  und gründete die K. Schrempp'sche Arbeiterstiftung.

## Ehrungen
- Ehrenbürger der Stadt Karlsruhe
- Karl-Schrempp-Straße in Karlsruhe